# Baybay
Baybay – miasto na Filipinach, położone w regionie Wschodnie Visayas, w prowincji Leyte, na wyspie Leyte.

## Opis

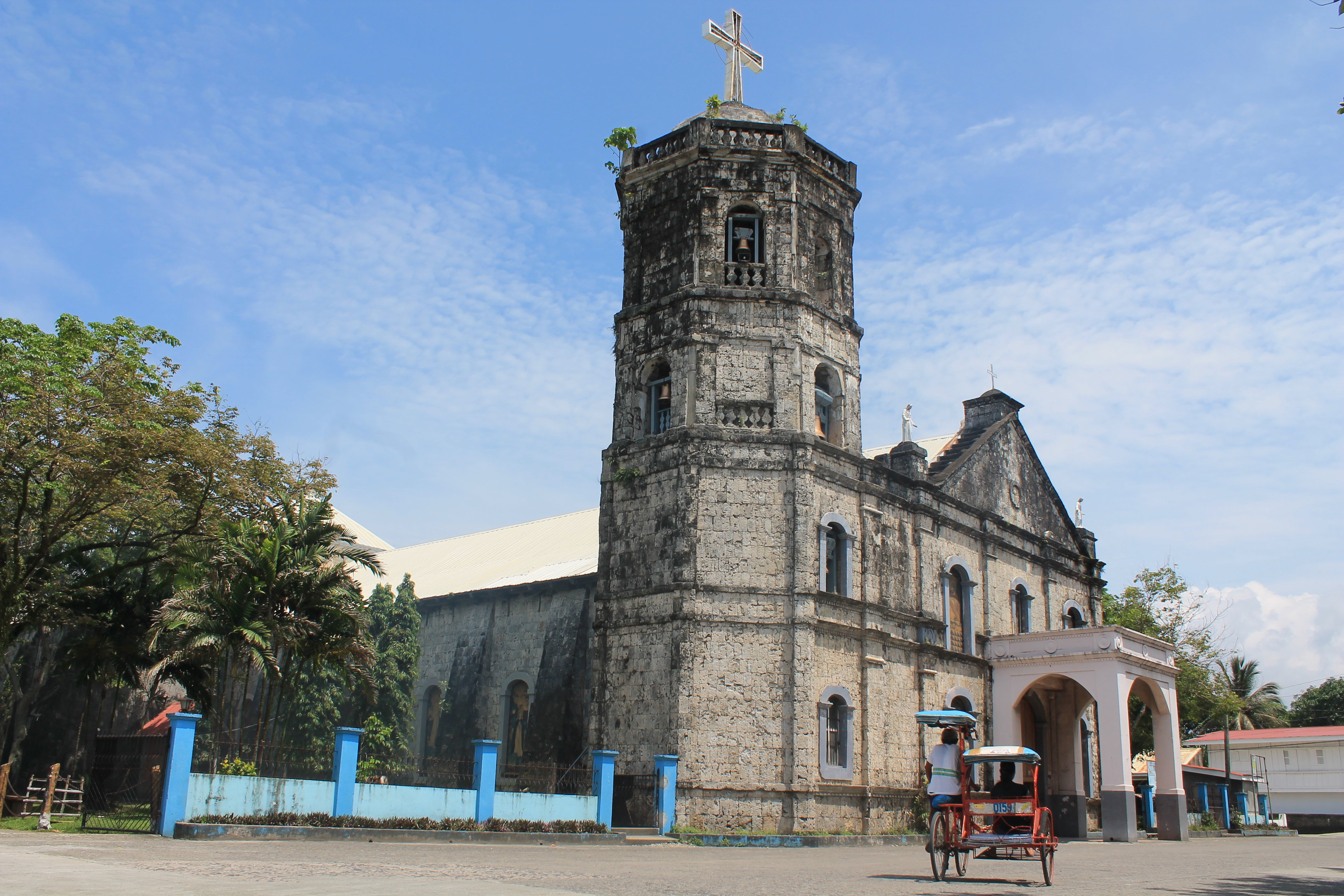
Kościół Niepokalanego Poczęcia w Baybay

Miasto zostało założone w 1620 roku. Baybay jest drugim co do wielkości miastem na zachodnim wybrzeżu Leyte. Znajduje się tu port morski, z którego istnieją regularne linie promowe do Cebu. W miejscowości znajduje się Uniwersytet Stanowy Visayas.